# Schloss Hofendorf

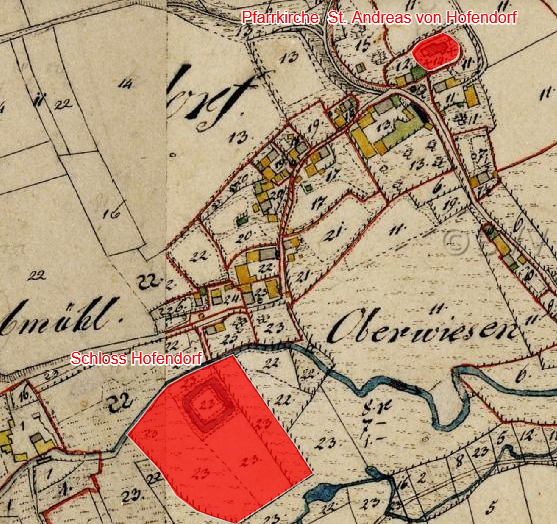
Lagegeplan von Schloss Hofendorf auf dem Urkataster von Bayern

Das Schloss Hofendorf ist ein abgegangenes Schloss südwestlich von Hofendorf, heute einem Gemeindeteil der niederbayerischen Gemeinde Neufahrn in Niederbayern im Landkreis Landshut. Die Anlage wird als Bodendenkmal unter der Aktennummer D-2-7238-0052 als „untertägige mittelalterliche und frühneuzeitliche Befunde im Bereich des verebneten Burgstalls und abgegangenen Schlosses mit ehem. umgebendem Wassergraben von Hofendorf“ geführt.

## Geschichte
1104 und 1122 werden in dem Schenkungsbuch des edelfreien Hoholds von Wolnzach aus dem Geschlecht der Hofendorf-Winklsaß als Zeugen Heinrich (der Jüngere) und Odalrich (= Ulrich) „de Scornpurch“ genannt. Diese waren Söhne des Heinrich von Schaumburg, die sich nach den beiden Besitzungen rechts der Isar Schaumburg (Heinrich) und Wolfstein (Odalrich) nannten. Der Vater Heinrich von Schaumburg wird in einer Urkunde von Kaiser Heinrich V. für Bamberg von 1108 als „homo“, d. h. als Dienstmann von Herzog Heinrich III. von Kärnten aus dem Haus der Eppensteiner genannt. Von dem Herzog hatte er aus Eppensteiner Hausgut den Kammerhof zu Oberviehbach erhalten. Die Schaumburger-Wolfsteiner hatten die Aufgabe, den alten Eigenbesitz und die Grafschaftsrechte der Eppensteiner im Viehbachgau zu verwalten und für die Kärntner Herzoge das seit dem 10. Jahrhundert nachgewiesene Reichs- und Herzogsgut an der Isar zu halten. Die Schaumburg-Wolfsteiner starben 1260 mit Hohold von Schaumburg-Neudeck aus und ihre Güter und Grafschaftsrechte gelangten an die Wittelsbacher. Der Burgstall bzw. das Schloss wird auch als ein Sitz derer von Schmalenstein bezeichnet.

## Beschreibung
Das ehemalige Schloss lag ca. 500 m südwestlich der Pfarrkirche St. Andreas von Hofendorf und unmittelbar an einem Zusammenfluss der Kleinen Laber. Die auf dem Urkataster von Bayern noch gut erkennbare quadratische Weiheranlage wurde von einem etwa 7 m breiten Wassergraben umschlossen. Die dadurch gebildete Insel hatte eine Seitenlänge von 25 m. Heute ist das Wiesengelände vollständig eingeebnet.